# Unterseeboot U-104 (1917)
Pour les autres navires du même nom, voir Unterseeboot 104.
L'Unterseeboot U-104 est un sous-marin allemand de type U 57 de la marine impériale allemande pendant la Première Guerre mondiale. L'U-104 a été construit par AG Weser à Brême, lancé le 3 juillet 1917 et mis en service le 12 août 1917. Par quatre patrouilles sous le commandement du capitaine Kurt Bernis, il a causé le naufrage de neuf navires d’un total de 14721 tonneaux de jauge brute (TJB).

## Conception
L'U-104 avait un déplacement de 750 tonnes en surface et de 952 tonnes en immersion. Il avait une longueur hors tout de 67,60 m, et 54,02 m pour la coque sous pression, un maître-bau de 6,32 m, une hauteur de 8,25 m et un tirant d'eau de 3,65 m. Le sous-marin était propulsé par deux moteurs Diesel de 2400 ch (1800 kW) en surface et deux moteurs électriques de 1200 ch (880 kW) sous l’eau. Il avait deux arbres d'hélice. Il était capable d’opérer jusqu’à 50 mètres.
La vitesse maximale était de 16,5 nœuds (30,6 km/h) en surface et de 8,8 nœuds (16,3 km/h) en immersion. Il pouvait parcourir 10100 milles marins (18700 km) à 8 nœuds (15 km/h) en surface et 45 milles marins (83 km) à 5 nœuds (9,3 km/h) en immersion. L'U-104 était armé de six tubes lance-torpilles de 50 centimètres, quatre à l’avant et deux à l’arrière, de douze à seize torpilles et de deux canons de pont de 8,8 cm SK L/30. Il avait un effectif de 36 hommes : 32 membres d’équipage et quatre officiers.

## Perte
Le 25 avril 1918, l'U-104 fut attaqué par l’USS Cushing dans le canal Saint-Georges et gravement endommagé. Le même jour, le HMS Jessamine l’a rattrapé et a largué d’autres grenades anti-sous-marines, le coulant. Sur ses 42 membres d’équipage, il n’est resté qu’un survivant. L’épave gît à la position 51° 59′ N, 6° 26′ O.

## Affectations
- IIe flottille : du 1er octobre 1917 au 25 avril 1918.

## Commandants
- Kapitänleutnant Kurt Bernis[3] : du 1er octobre 1917 au 25 avril 1918.

## Navires coulés
| Date             | Nom           | Nationalité  | Tonnage | Destin. |
| ---------------- | ------------- | ------------ | ------- | ------- |
| 26 octobre 1917  | Sapele        | Royaume-Uni  | 4366    | Coulé   |
| 15 décembre 1917 | Maidag        | Norvège      | 1253    | Coulé   |
| 21 décembre 1917 | Spro          | Norvège      | 1507    | Coulé   |
| 25 décembre 1917 | Ajax          | Danemark     | 1018    | Coulé   |
| 2 mars 1918      | Kenmare       | Royaume-Uni  | 1330    | Coulé   |
| 12 avril 1918    | Njaal         | Empire russe | 578     | Coulé   |
| 16 avril 1918    | Widwud        | Empire russe | 299     | Coulé   |
| 20 avril 1918    | Lowther Range | Royaume-Uni  | 3926    | Coulé   |
| 22 avril 1918    | Fern          | Royaume-Uni  | 444     | Coulé   |